# Яд Сара
Яд Сара (ивр. יָד שָׂרָה‎, «память Сары») — крупнейшая израильская благотворительная организация. Помогает старикам и больным. Имеет 103 (по другим данным, 107) отделения и более 6000 волонтёров.

## История
Основана в 1976 году Яаковом Луполянски и его сыном Ури (впоследствии мэром столицы Израиля — Иерусалима). Названа в память матери первого из них, погибшей во время Холокоста.

## Деятельность
Яд Сара предоставляет семьям, ухаживающим за престарелыми, больными и инвалидами, возможность взять напрокат за небольшую плату (и залог) медицинское оборудование. Это позволяет ухаживать за больным и реабилитировать его дома, а не в больнице, что благотворно сказывается и на пациенте, и на государственных затратах. Организация функционирует в основном на пожертвования, 80 % которых собирается в Израиле, с незначительной помощью государства.

## Награды и признание
- 1991 — премия Элиэзера Каплана
- 1994 — Государственная премия Израиля
- 2005 — Экономический и социальный совет ООН (Ecosoc) предоставил организации Яд Сара статус своего специального советника, ранее такой статус израильским организациям никогда не предоставлялся.